# Іскрівка (Якимівський район)
Іскрівка — колишнє село в Україні, у Дружбівській сільській раді ліквідованого Якимівського району Запорізької області. Розташовувалося поблизу села Розівка.

## Історія
Село було засноване не пізніше 1932 року.
Під час Голодомору 1932—1933 років від нелюдської смерті померло щонайменше 18 мешканців.
Ліквідоване у період 1972—1986 років — зняте з обліку через переселення жителів.

## Особистості
Уродженці села:
- Медведько Олександр Іванович (нар. 1955) — український державний діяч, Генеральний прокурор України з 3 листопада 2005 до 26 квітня 2007 та з 1 червня 2007 до 3 листопада 2010 року.
- Тельнюк Станіслав Володимирович (1935—1990) — український поет, прозаїк і літературний критик.
- Тельнюк-Адамчук Володимир Володимирович (1936—2003) — український математик і астроном, директор Астрономічної обсерваторії Київського національного університету імені Тараса Шевченка.